# All Cheerleaders Die (film 2013)
All Cheerleaders Die to amerykański film fabularny z 2013 roku, napisany i wyreżyserowany przez Lucky’ego McKee oraz Chrisa Sivertsona. Remake niskobudżetowego filmu o tym samym tytule z roku 2001.

## Obsada
- Caitlin Stasey − Maddy Killian
- Sianoa Smit-McPhee − Leena Miller
- Brooke Butler − Tracy Bingham
- Amanda Grace Cooper − Hanna Popkin
- Reanin Johannink − Martha Popkin
- Tom Williamson − Terry Stankus
- Chris Petrovski − George Shank
- Leigh Parker − Manchester „Manny” Mankiewitz
- Nicholas S. Morrison − Ben
- Jordan Wilson − Vik De Palma
- Felisha Cooper − Alexis Andersen